# Петровка (Миргородский район)
Петровка (укр. Петрівка) — село,
Черкащанский сельский совет,
Миргородский район,
Полтавская область,
Украина.
Код КОАТУУ — 5323288907. Население по переписи 2001 года составляло 47 человек.
Село указано на специальной карте Западной части России Шуберта 1826-1840 годов как хутор Золотаревского

## Географическое положение
Село Петровка находится на расстоянии в 1 км от села Выришальное (Лохвицкий район).
По селу протекает пересыхающий ручей с запрудой.

## Происхождение названия
На территории Украины 74 населённых пункта с названием Петровка.